# الحياة في الطابق الأرضي
الحياة في الطابق الأرضي: رسائل من حافة طب الطوارئ هو كتاب سيرة ذاتية للطبيب الكندي جيمس ماسكاليك حول عمله وتأملاته في العمل في أقسام الطوارئ في مستشفى سانت مايكل في تورونتو، كندا، ومستشفى بلاك ليون في أديس أبابا، إثيوبيا.  وكذلك العمل في كمبوديا وبوليفيا. 
أصدر كتاب الحياة في الطابق الأرضي في 11 أبريل 2017 كمتابعة لكتاب ماسكاليك الأول ستة أشهر في السودان. 

## الملخص
ينقسم الكتاب إلى 26 فصلاً، مرتبةً هجائياً من الألف إلى الياء ويتكون كل فصل من مقالة قصيرة.  تدور أحداث القصص في الغالب في تورونتو أو أديس أبابا، وتقدم كل منها وجهات نظر غير عادية للعمل في أقسام الطوارئ بالمستشفيات. 

## الاستقبال النقدي
أثناء مراجعة الكتاب، وصفت هيذر ماليك من صحيفة تورنتو ستار ماسكاليك بأنه "سيد المذكرات الطبية". 
أشاد أندريه بيكارد بماسكاليك لتواضعه وتجنبه المزالق الشائعة التي يقع فيها المراقبون الغربيون في البلدان ذات الدخل المنخفض: "تكمن قوة الكتاب في أنه يجسد أحشاء الطوارئ الحقيقية والرمزية - مشاهدها وأصواتها ورائحتها ونبضها". - دون إضفاء طابع رومانسي على العمل." 
كان الكتاب واحدًا من أفضل عشرة كتب واقعية لعام 2017 من قبل هيئة الإذاعة الكندية،  وأفضل 100 كتاب في مجلة جلوب آند ميل لعام 2017. 
اختيرت المذكرات كأفضل كتاب في جلوب آند ميل لعام 2017،  كما اختارها البريد الوطني كأفضل كتاب لعام 2017  وكانت أفضل كتاب في شاتلين لعام 2017. 

## الجوائز
فاز الكتاب بجائزة ثقة كتاب هيلاري ويستون للكتب الواقعية لعام 2017.    وفقًا للجنة التحكيم فإن ماسكاليك: "يكشف حقائق عالمية مقنعة حول قوة الطب وحدوده - "الحياة تهتم بنفسها"، كما يعرفها - قوة الإرادة البشرية والفجوة الهشة والمتناهية الصغر بين الموت والحياة " 
في عام 2017 أيضًا، رٌشحت الرواية لجائزة تورونتو للكتاب.  
في عام 2018، أدرج الكتاب في القائمة المختصرة لجائزة تايلور إر بي سي.  
أُدرج كتاب "الحياة في الطابق الأرضي" ضمن القائمة المختصرة لجائزة تريليوم للكتاب لعام 2018  ولجائزة إدنا ستيبلر للكتاب غير الخيالي لعام 2018. 
أُدرج في القائمة الطويلة لجائزة كولومبيا البريطانية الوطنية للكتب الواقعية الكندية لعام 2018. 
لقد صنعت القائمة الطويلة لقراءة كندا لعام 2019. 